# Biscoito da Ferraria
O Biscoito da Ferraria é uma grande área de floresta endémica Açoriana, localizada na ilha Terceira que forma a Reserva Florestal Natural do Biscoito da Ferraria onde é possível observar alguns dos exemplares mais raros da vegetação endémica da Macaronésia, destacando-se entre eles a erica azorica, que aparece sobretudo na zona volta à freguesia da Agualva e Quatro Ribeiras; grandes florestas laurifólia (laurus azorica - frangula azorica), bosques de cedro (juniperus brivifolio - ilex perado ssp. Azorica).